# Kościół Świętej Trójcy w Białobrzegach
Kościół Świętej Trójcy w Białobrzegach – rzymskokatolicki kościół parafialny należący do dekanatu jedlińskiego diecezji radomskiej.

## Historia
Świątynia została zbudowana w dwóch etapach. Zaprojektował ją warszawski architekt Stefan Szyller. Pierwszy etap budowy przypadł na lata 1932-1939, był to czas urzędowania księdza proboszcza Stanisława Jakóbowskiego. Kamień węgielny został poświęcony w dniu 7 kwietnia 1935 roku przez biskupa Pawła Kubickiego. Pierwsza msza święta została odprawiona w budowanym kościele w dniu 16 sierpnia 1936 roku przez proboszcza parafii Wyśmierzyce, księdza Jana Kwarcińskiego. Wybuch II wojny światowej przekreślił plany ukończenia świątyni. Drugi etap budowy świątyni przypadł na lata 1953-1958, tym razem budował ją proboszcz Józef Dziadowicz. Ostatecznie budowla została konsekrowana w dniu 17 sierpnia 1958 roku przez biskupa Piotra Gołębiowskiego.

## Architektura
Budowla posiada trzy nawy i trzy przęsła. Nawy boczne są nieznacznie obniżone w stosunku do nawy głównej, oddzielone są od niej dwiema kolumnami podpierającymi dachy. Świątynia została wzniesiona z granitu, cegły i żelazobetonu, jest częściowo otynkowana, wymalowana na zewnątrz i wewnątrz.

## Wyposażenie
Wyposażenie świątyni pochodzi głównie z połowy XX wieku. Z dawnego dotrwały do dziś: obraz Matki Bożej "Łaskawej", namalowany olejem na płótnie, poświęcony w Warszawie przez warszawskiego biskupa pomocniczego Jana Dekerta, podarowany przez hrabinę Józefę z Tyszkiewiczów Wodzyńską, przeniesiony podczas uroczystej procesji z Suchej do świątyni w Białobrzegach w niedzielę 28 maja 1860 roku, obraz tytularny kościoła Św. Trójcy, odnowiony w 2004 roku, dzięki staraniom parafian i obraz Świętych Apostołów Piotra i Pawła, pochodzący z XVIII stulecia, odnowiony w 2005 roku dzięki staraniom państwa Sadowskich.